# Бережинський Валентин Андроникович
Валенти́н Андро́никович Бережи́нський (2 квітня 1886, Лебедин, Чигиринський повіт, Київська губернія — 31 березня 1938, Нарим) — офіцер Російської імператорської армії та Армії Української Народної Республіки, репресований священик.

## Життєпис

### Родина
Народився 2 квітня 1886 року в сім'ї лебединського священика.
Батько — Андроник Бережинський, священик, законовчитель у молодших підрозділах та член педради Лебединського жіночого духовного професійного училища з 7 грудня 1893 року принаймні до 1899 року.

### Навчання
Навчався у чоловічій гімназії міста Златопіль з 1895 року, яку успішно закінчив (випуск 1905 року, атестат № 822).
Потім у Києві в Університеті Святого Володимира.

### Військова діяльність
Офіцер Російської імператорської армії та Армії Української Народної Республіки.

### Релігійна діяльність
Священик. У 1928 році заарештований за звинуваченням 58-10, просидів під вартою 4 місяці і був звільнений під підписку. У 1929 році був засуджений за звинуваченням 58-10 і засланий в Нарим на 3 роки. Мешкав у селі Заручейном Колпашевського району Наримського округу.

### Останні роки життя
Заарештовано 7 березня 1938 року за підозрою в приналежності до «Кадетсько-монархічної організації на території Парабельского району Наримського округу».
Засуджений до розстрілу 12 березня 1938 року.
Вирок виконано 31 березня 1938 року.
Реабілітований 19560608.

## Зазначення
1. ↑  Державний архів Кіровоградської області. Список учнів і сторонніх осіб, які бажають скласти іспит зрілості в 1905 році. Ф. 499 опис 1 справа 611 С. 154зв. [Архівовано 30 листопада 2016 у Wayback Machine.](рос.)
2. ↑  Звіт про стан Лебединського жіночого духовного професійного училища за 1898-99 навчальний рік. //КЕВ 1900 № 3 офіціал. С. 37[недоступне посилання з червня 2019](рос. дореф.)
3. ↑  Державний архів Кіровоградської області. Список учнів і сторонніх осіб, які витримали іспит зрілості в 1905 році. Ф. 499 опис 1 справа 582 С. 3 [Архівовано 30 листопада 2016 у Wayback Machine.](рос. дореф.)
4. ↑  Бережинский Валентин Андроникович //Православный Свято-Тихоновский гуманитарный Университет [Архівовано 20 грудня 2016 у Wayback Machine.](рос.)